# Minigolf
El minigolf és una branca de l'esport del golf centrat únicament en l'aspecte de putting del seu joc principal. L'objectiu del joc és aconseguir el menor nombre de cops. Es juga en pistes que consisteixen en una sèrie de forats (generalment un múltiple de 9) similars als del seu jocs pare, però els camps es caracteritzen per la seva curta extensió (normalment menys de 10 metres del tee al forat).
El joc utilitza superfícies de putts artificials (com moqueta, gespa artificial o formigó), un disseny geomètric que sovint requereix línies no tradicionals, com ara tirs de banc, i obstacles artificials com túnels, tubs, rampes, obstacles en moviment com molins de vent i parets fetes de formigó, metall o fibra de vidre. Quan el minigolf té moltes d'aquestes característiques però sense l'ús de cap accessori o obstacle, és purament una versió en miniatura del seu joc principal.

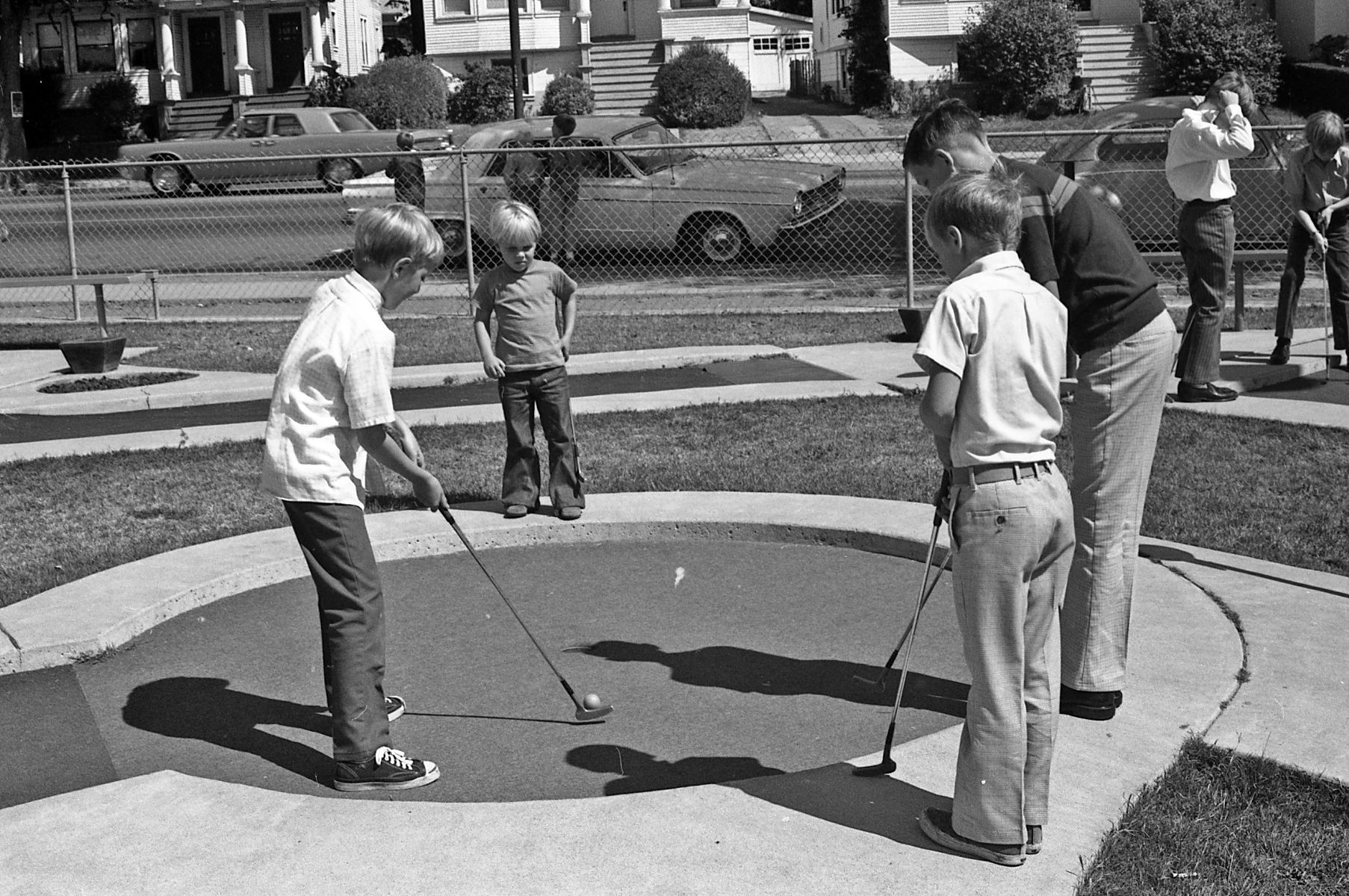
Nens jugant a minigolf al comtat d'Alameda, Califòrnia, 1963

## Història
Els camps de minigolf de forma geomètrica fets amb materials artificials (moqueta) van començar a sorgir a principis del segle xx. La primera menció documentada d'aquest camp es troba a l'edició del 8 de juny de 1912 de The Illustrated London News, que presenta un camp de minigolf anomenat Gofstacle.
Els primers camps de minigolf estandarditzats que van entrar a la producció en massa comercial van ser el camp Thistle Dhu ("This'll Do") el 1916 a Pinehurst, Carolina del Nord, i la patent de Tom Thumb de 1927 de Garnet Carter de Lookout Mountain, Tennessee. Thomas McCullough Fairbairn, un fanàtic del golf, va revolucionar el joc el 1922 amb la seva formulació d'un verd artificial adequat: una barreja de closques de llavors de cotó, sorra, oli i colorant. Amb aquest descobriment, el minigolf es va fer accessible a tot arreu; a finals de la dècada de 1920 hi havia més de 150 camps a terrats només de la ciutat de Nova York i desenes de milers als Estats Units. Aquest boom del minigolf americà de principis del segle xx va acabar durant la Gran Depressió a finals dels anys trenta. Gairebé tots els camps de minigolf dels Estats Units van ser tancats i enderrocats abans de finals de la dècada de 1930. Un exemple rar d'aquest període és el camp de minigolf Parkside Whispering Pines situat a prop de Rochester, Nova York, i inclòs al Registre Nacional de Llocs Històrics el 2002.
El primer camp de minigolf al Canadà va ser al Maples Inn a Pointe-Claire, Quebec. El "Mapes" es va construir com a casa d'estiueig a la dècada de 1890, però es va renovar en un club el 1902, es va obrir al públic el 1914 i va tenir un camp de minigolf el 1930. El popular local nocturn va cremar l'any 1985.

### Orígens europeus

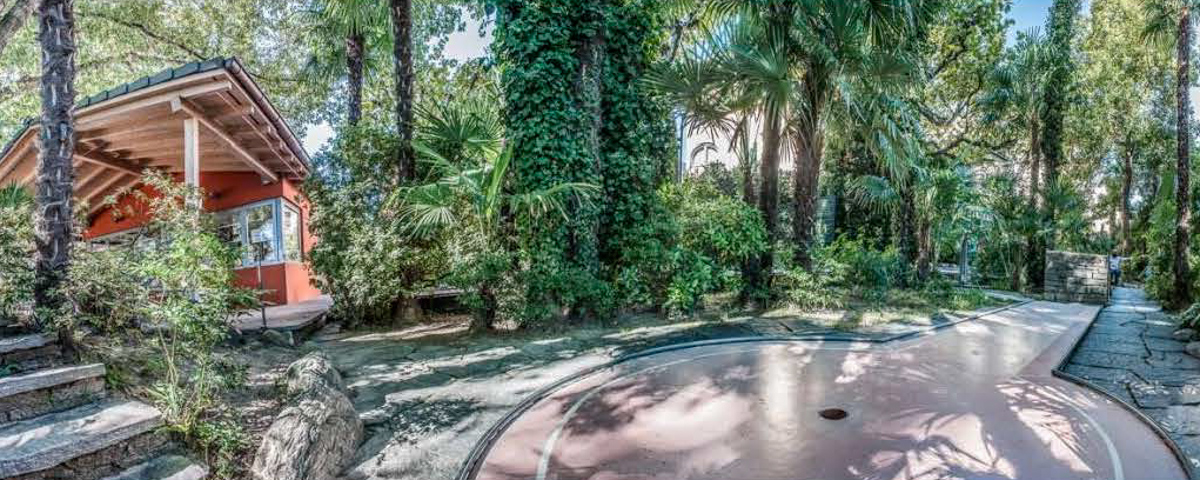
Minigolf Ascona, inaugurat l'any 1954

Un dels primers camps de minigolf documentats a Europa continental va ser construït l'any 1926 per un home de cognom Schröder a Hamburg, Alemanya. Schröder s'havia inspirat en la seva visita als Estats Units, on havia vist camps de minigolf estesos per tot el país.
El 1930 Edwin O. Norrman i Eskil Norman van tornar a Suècia des dels Estats Units, on havien estat durant uns quants anys i havien estat testimonis dels dies daurats del boom del minigolf americà. El 1931 van fundar l'empresa "Norman och Norrmans Miniatyrgolf" i van començar a fabricar camps de minigolf estandarditzats per al mercat suec. Durant els anys següents van estendre aquesta nova activitat d'oci per Suècia, instal·lant camps de minigolf en parcs públics i altres indrets adequats.
La Federació Sueca de Minigolf (Svenska Bangolfförbundet) va ser fundada el 1937, convertint-la en l'organització esportiva de minigolf més antiga del món. Els campionats nacionals suecs de minigolf es juguen anualment des de 1939. En altres països, les federacions esportives de minigolf no es van fundar fins a finals dels anys 50, a causa de la depressió econòmica de la postguerra.
El 1954 es va inaugurar el camp de minigolf d'Ascona, Suïssa. És el camp més antic del món que segueix les normes de Paul Bongni.

### Jocs competitius
Les primeres competicions de minigolf documentades es van jugar als Estats Units. El primer torneig de minigolf National Tom Thumb Open es va organitzar l'any 1930, amb una bossa total de 10.000 dòlars. El primer premi va ser de 2.000 dòlars. Els play-offs de classificació es van jugar als 48 estats, i la competició final a Lookout Mountain, Chattanooga, Tennessee, va atreure més de 200 jugadors en representació de trenta estats. Després de la Depressió, deu anys més tard, el minigolf es va extingir com a esport de competició als Estats Units i només s'ha començat a recuperar durant les dècades més recents. El boom de l'esport del minigolf estatunidenc dels anys 30 va inspirar molts països europeus, i l'esport del minigolf va viure a Europa fins i tot després que el joc americà caigués durant la Depressió.
El 1938 Joseph i Robert Taylor de Binghamton, Nova York, van començar a construir i operar els seus propis camps de minigolf. Aquests camps es diferenciaven dels de finals dels anys 20 i principis dels 30; ja no eren només rotlles, bancs i corbes, amb alguna canonada llençada. Els seus camps no només tenien paisatges, sinó també obstacles, inclosos molins de vent, castells i pous dels desitjos.
Impressionats per la qualitat dels camps, molts clients van preguntar si els Taylor els podien construir un camp. A principis de la dècada de 1940, Joe i Bob van formar Taylor Brothers i es dedicaven a construir camps de minigolf i proveir obstacles a la indústria. Tant durant les guerres de Corea com del Vietnam, molts G.I. van jugar en un camp prefabricat de Taylor Brothers que l'exèrcit nord-americà havia contractat per ser construït i enviat a l'estranger. A la dècada de 1950, Don Clayton va inventar la marca Putt-Putt amb un enfocament a tractar seriosament el minigolf, posant èmfasi en l'habilitat i la millora del jugador. La majoria de les rutes de Putt Putt eren forats de 2 parells que implicaven rampes o blocs angulats que es podien fer en un sol cop amb pràctica.
Als Estats Units, el Dia Nacional del Golf en Miniatura se celebra anualment el segon dissabte de maig. L'esdeveniment va tenir la seva celebració inaugural el 12 de maig de 2007 i va ser reconegut oficialment i publicat a l'edició de 2008 del Chase's Calendar of Events.

## Cos governant
L'esport del minigolf està governat internacionalment per la World Minigolf Sport Federation (WMF), amb seu a Göteborg, Suècia. La WMF és membre de l'Associació Global de Federacions Esportives Internacionals, i dins d'ella, de l'Aliança de Membres Independents de l'Esport reconegut (AIMS). WMF també és membre de l'Associació per a l'Esport Internacional per a Tots (TAFISA).
Organitza Campionats del Món per a jugadors juvenils i d'elit, i Campionats Continentals a Europa, Àsia i els Estats Units, celebrats en anys alterns.

## Tipus de camps

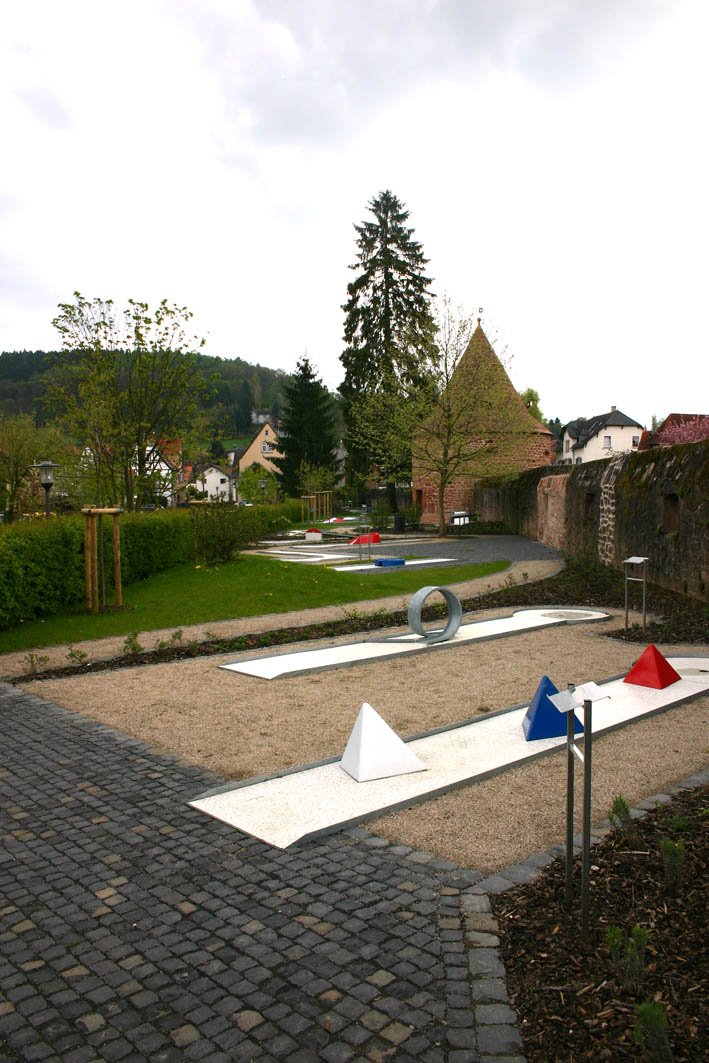
Camp de minigolf Eternite

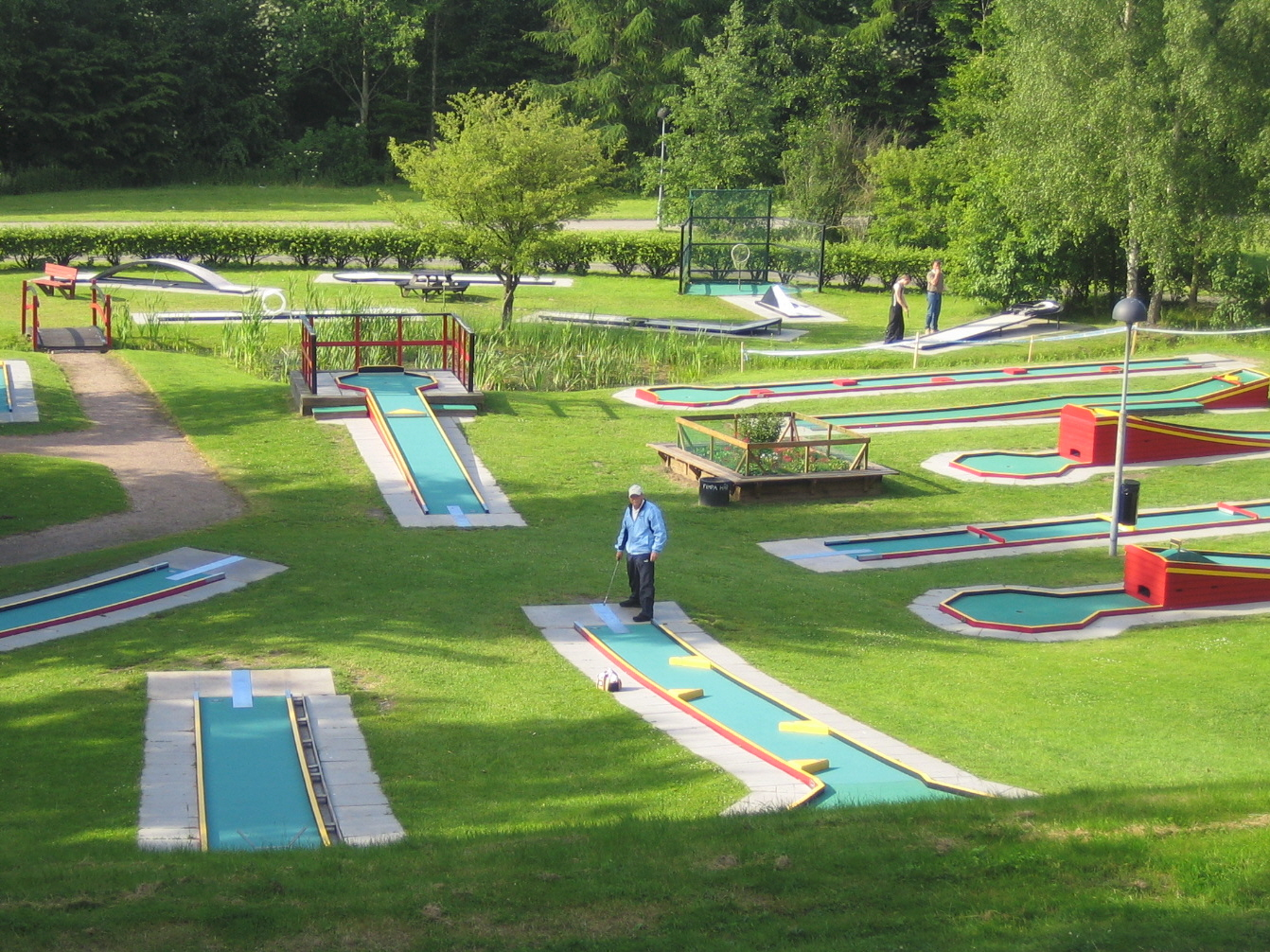
Ruta de feltre (davant) i rumb eternite (darrera), a Malmö

Totes les competicions aprovades per la World Minigolfsport Federation es juguen en pistes estandarditzades, el disseny de les quals s'ha comprovat apte per al joc competitiu. Actualment, la WMF aprova quatre tipus de camps diferents:
- Beton[16] (abreujat B, de vegades anomenat "Bongni" i el nom de Paul Bongni de Ginebra, Suïssa, "Minigolf" o "Abteilung 1")
- Eternite[17] (abreujat E (a Suècia EB), de vegades anomenat "Europabana", "Miniaturgolf" o "Abteilung 2")
- Feltre[18] (abreujat F o SFR, de vegades anomenat "carrers de feltre suecs"), i
- Minigolf Open Standard[19] (abreujat "MOS"). Aquest últim sistema de joc no estandarditzat, MOS, cobreix tots els camps de minigolf que els tres sistemes estandarditzats (B, E, F) no cobreixen.

## Competicions
El rècord mundial en una ronda de minigolf és de 18 cops en 18 forats. Més d'un miler de jugadors han aconseguit oficialment aquesta puntuació a eternite. En altres sistemes de joc, una ronda perfecta de 18 forats en un és extremadament rara i mai s'ha obtingut en un torneig oficial nacional o internacional. S'ha informat d'aquesta puntuació a Suècia en torneigs no oficials sobre camps de formigó i feltre.
Gairebé tots els països europeus tenen una federació nacional oficial per promoure el minigolf com a esport de competició. Els Campionats d'Europa bianuals atrauen competidors de més de vint països europeus. Des del 2012, Chris Beattie ha estat el guanyador del títol del Campionat d'Europa. Fora d'Europa, només un petit nombre de països han participat en competicions internacionals de minigolf. Aquests països inclouen els Estats Units, el Japó, la Xina, l'Índia i Taiwan. També existeix una federació nacional de minigolf a Moldàvia, Mèxic, Austràlia i Nova Zelanda, però cap d'aquests països no ha participat mai en competicions internacionals, i probablement tampoc no estan organitzant moltes competicions nacionals.
La Federació Mundial de Minigolfsport representa uns 40.000 jugadors de competició registrats de 37 països. La federació nacional de minigolf d'Alemanya té 11.000 membres amb llicència de competició, i la federació sueca té 8.000 jugadors de competició inscrits. Altres països forts de minigolf inclouen Àustria i Suïssa, cadascun amb uns quants milers de jugadors de competició amb llicència. També Itàlia, la República Txeca i els Països Baixos han estat tradicionalment capaços d'enviar un equip fort als campionats internacionals, encara que no poden comptar els seus jugadors amb llicència per milers.
El ceptre del minigolf competitiu descansa bastant ferm a l'Europa continental: cap jugador d'altres països (com el Regne Unit, els Estats Units, el Japó, etcètera) ha arribat mai ni tan sols al top 50 dels Campionats del Món (en categoria masculina). Gairebé totes les federacions nacionals fora d'Europa es van fundar fa poc temps (en els darrers deu anys), i els jugadors d'aquests països passen temps abans de conèixer tots els secrets del joc. Els Estats Units tenen una història més llarga de competicions de minigolf, però els camps de competició europees normalitzats són pràcticament desconeguts als Estats Units i, per tant, els jugadors americans no han pogut aprendre els secrets del minigolf europeu. En els camps tradicionals americans, els millors jugadors americans són capaços de desafiar els millors jugadors europeus en una competició dura i emocionant.
La British Minigolf Association (BMGA) té un problema addicional per un major èxit en el minigolf competitiu. Mentre que les federacions de minigolf a Europa continental reben finançament anual del govern, a Anglaterra l'organització esportiva nacional Sport England s'ha negat a acceptar BMGA com a membre, la qual cosa significa que BMGA es queda sense el finançament públic que gaudeixen altres formes d'esport. Les regles de Sport England declaren que només es pot acceptar com a membre una variant de cada esport, i el minigolf s'interpreta com una variant del golf.